# 稲垣直樹
稲垣 直樹（いながき なおき、1951年8月 - ）は、フランス文学者、京都大学名誉教授。

## 経歴
愛知県生まれ。東京教育大学附属駒場高等学校卒、1974年東京大学教養学部教養学科フランス分科卒業、1982年東京大学大学院人文科学研究科仏文科博士課程中退、パリ第3大学博士号取得、1982年京大教養部助教授、1992年京都大学総合人間学部助教授、1997年同人間・環境学研究科教授。1984年『ユゴー詩集』で日本翻訳文化賞受賞。2017年京大を定年、名誉教授。
ユゴー、サン＝テグジュペリを専門とし、19世紀心霊科学と文学との関係を研究している。

## 著書
- 『サン＝テグジュペリ 人と思想』清水書院 (Century books) 1992、新版 2015
- 『ヴィクトル・ユゴーと降霊術』水声社 1993
- 『サドから「星の王子さま」へ フランス小説と日本人』丸善ライブラリー 1993
- 『フランス〈心霊科学〉考 宗教と科学のフロンティア』人文書院 2007
- 『「星の王子さま」物語』平凡社新書 2011
- 『翻訳技法実践論『星の王子さま』をどう訳したか』平凡社 2016
- 『「星の王子さま」に聞く 生きるヒント サン゠テグジュペリ名言集』平凡社 2020
- 『『レ・ミゼラブル』包括論　世紀を越える神話創造』平凡社 2023

共著・編著
- 『アレクサンドル＝デュマ 人と思想』辻昶共著 清水書院 (Century books) 1996、新版 2016
- 『「レ・ミゼラブル」を読みなおす』白水社 1998、新版 2007
- 『対訳フランス語で読む「レ・ミゼラブル」』白水社 2017

### 翻訳
- 『ユゴー詩集』辻昶・小潟昭夫共訳、潮出版社 1984、新版2000[2]
- 『フランス・ジョーク集』野内良三共編訳、旺文社文庫 1987
- ヴィクトル・ユゴー『私の見聞録 歴史の証言として』潮出版社 1991
- アントワーヌ・ド・サン＝テグジュペリ『星の王子さま』平凡社ライブラリー 2006
- ユゴー『エルナニ』岩波文庫 2009